# Digital Audio Broadcasting

Logo Digital Audio Broadcasting

Digital Audio Broadcasting (DAB) ist ein digitaler Übertragungsstandard für terrestrischen Empfang von Digitalradio. Es ist für den Frequenzbereich von 30 MHz bis 3 GHz geeignet und schließt daher auch die Verbreitung von Hörfunkprogrammen über Kabel und Satellit ein. Entwickelt wurde DAB im EUREKA-147-Projekt der EU in den Jahren 1987–2000. Der DAB-Standard ist unter dem Code EN 300 401 online von der europäischen Standardisierungsorganisation ETSI erhältlich.

## Verfügbarkeit
Die Listen der DAB-Sender sind – soweit verfügbar – in den jeweiligen DAB-Landesartikeln verlinkt.

Länder mit regelmäßigem Dienst
Länder mit Tests und/oder Regulierung
Länder mit Interesse
Länder, die DAB wieder abgeschafft haben

Weltweit sind in 35 Ländern DAB-Sender im Betrieb, womit über 400 Millionen Menschen erreicht werden können. Es wurden über 50 Millionen Empfangsgeräte verkauft, davon zwölf Millionen Autoradios (Stand Oktober 2016).
In den meisten europäischen Ländern wie Deutschland, der Schweiz, Belgien, den Niederlanden, Dänemark und dem Vereinigten Königreich ist DAB fast flächendeckend verfügbar. In Frankreich ist es in größeren Ballungszentren verfügbar. In Italien treiben vor allem die Privatsender den DAB-Ausbau in den norditalienischen Großräumen voran. In Österreich wurde der seit 2000 laufende Versuchsbetrieb 2008 eingestellt. Im Raum Wien fand seit dem 28. Mai 2015 ein neuerlicher Pilotbetrieb von DAB+ statt. Seit 28. Mai 2019 wird der erste österreichweite MUX gesendet.
In Kanada wurden bis 2011 einige Ballungsräume in Ontario, Québec und British Columbia versorgt.

## Idee und Systementwicklung
Aufgrund der physikalischen Gegebenheiten kann bei analogen terrestrischen UKW-Sendernetzen für eine flächendeckende Versorgung mit einem Radioprogramm dieselbe Frequenz nur in einem größeren – von der Topografie abhängigen – geografischen Abstand wieder verwendet werden. So konnten zur Zeit der Entwicklung von DAB in dem für den UKW-Hörfunk genutzten Frequenzbereich 87,5–108 MHz nur sechs oder sieben flächendeckende Senderketten (neben weiteren einzelnen Sendern für eine lokale bzw. regionale Versorgung) betrieben werden.
Die Entwicklung des dualen Rundfunksystems ab 1983 in Deutschland hatte zu einer Anzahl weiterer, von privaten Programmveranstaltern produzierten Radioprogrammen geführt, für die meist keine UKW-Frequenzen mehr zur Verfügung standen. Die öffentlich-rechtlichen Rundfunkanstalten Deutschlands sahen sich daher veranlasst – auch mit Blick auf die Störanfälligkeit beim mobilen UKW-Empfang – ein neues, digitales Übertragungssystem zu entwickeln. So entstanden beim Institut für Rundfunktechnik (IRT) erste Vorschläge, aus denen sich dann später Digital Audio Broadcasting (DAB) entwickelte.
Die zwei herausragenden innovativen Entwicklungsansätze des digitalen terrestrischen Übertragungssystems DAB sind einerseits die Informationskompression des Tonsignals (Quellkodierung) und andererseits die technische Beherrschung der physikalisch bedingten Mehrwegeausbreitungsproblematik bei der Funkwellenübertragung. Beide Problematiken konnten erst mit dem rasanten Fortschritt der Entwicklung der Mikroelektronik technisch und wirtschaftlich gelöst werden.

### Erste Versuche
Auf Einladung des Technischen Direktors des Bayerischen Rundfunks, Frank Müller-Römer, fand am 16. Dezember 1981 eine von Wolfgang Klimek, Mitglied des IDR-Arbeitskreises (Initiative Digitaler Rundfunk) angeregte Diskussionsveranstaltung zum Thema „Digitaler UKW-Rundfunk“ statt, an der auch die Professoren Hans-Georg Musmann und Georg Plenge, Institut für Rundfunktechnik (IRT), München, über ihre Überlegungen zu diesem Thema berichteten. Als Ergebnis wurde die Auffassung vertreten, dass es im Prinzip möglich sein müsse, im UKW-Bereich anstelle eines Analogsignals auch ein digital kodiertes Hörfunksignal in Stereo zu übertragen. Das IRT griff den Vorschlag auf und entwickelte in den Folgejahren ein Konzept für ein digitales Übertragungssystem, bei dem die Mehrwegeempfangsprobleme bei schmalbandiger Ausstrahlung durch ein breitbandig ausgestrahltes Programmbündel vermieden werden könnten.
Im Jahr 1985 fanden dann am Sender Gelbelsee des Bayerischen Rundfunks erste Abstrahlversuche statt. Gemeinsam mit dem IRT wurden Gleichkanal- und Nachbarkanalbeeinflussungen sowie Reichweiten digital gesendeter Signale mit UKW-Signalen messtechnisch verglichen.

### Systementwicklung

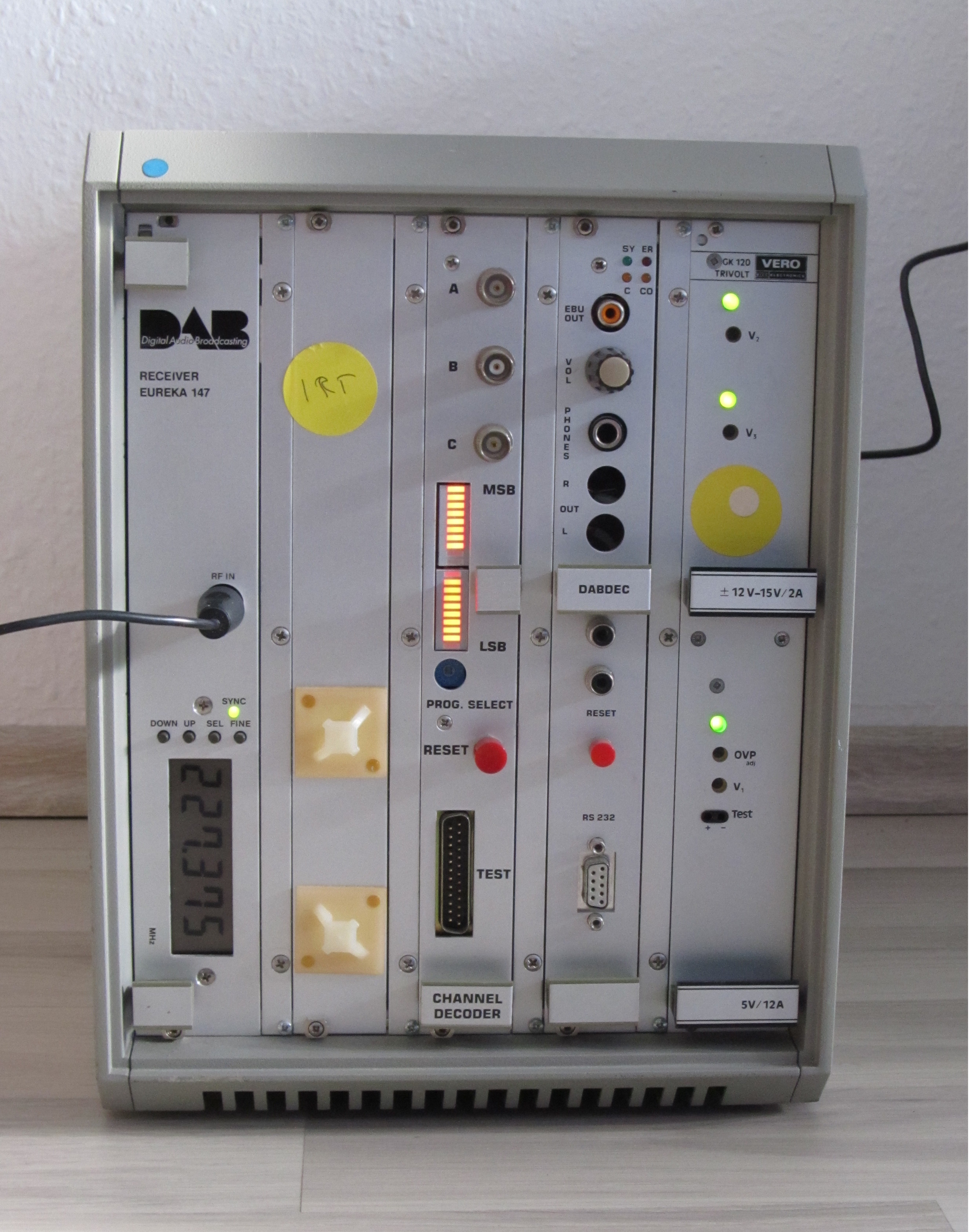
Prototypischer DAB-Receiver (1993)

Im Jahr 1986 wurde auf der Europäischen Ministerkonferenz in Stockholm entschieden, im EUREKA-Projekt 147 ein digitales Hörfunksystem zu entwickeln. Deutschland übernahm dabei die Federführung (Deutsche Forschungsanstalt für Luft- und Raumfahrt, DLR, in Porz-Wahn). Aufgabenstellung und Anforderungen an das System DAB wurden maßgeblich vom öffentlich-rechtlichen Rundfunk in Deutschland geprägt.

### Technische Feldversuche
Ein wesentlicher Schritt zur Erprobung von DAB-Sendernetzen wurde mit dem Testbetrieb eines DAB-Gleichwellennetzes im Fernsehkanal 12, welches der Bayerische Rundfunk aufbaute und betrieb, gegangen. Damit wurde auch zugleich die Basis für die Entwicklung messtechnischer Einrichtungen zur Beurteilung der DAB-Versorgung in Gleichwellennetzen geschaffen. Mit dem Gleichwellennetz, bestehend aus fünf Sendern, wurde erstmals in Deutschland die Versorgung einer großen Fläche in einem topographisch inhomogenen Gebiet realisiert.

### Die Einführung von DAB in Deutschland
Um die unterschiedlichen Interessen der einzelnen an DAB beteiligten und interessierten Partner zu koordinieren und um eine Einführungsstrategie zu entwickeln, mit allen Beteiligten abzustimmen und umzusetzen, wurde Ende 1990 auf Initiative des Bundesministeriums für Forschung und Technologie (BMFT) eine Nationale Plattform DAB ins Leben gerufen, deren Vorsitz dem damaligen Technischen Direktor des Bayerischen Rundfunks, Frank Müller-Römer, übertragen wurde. Aufgabe dieser Plattform war es, die Begleitung und Koordinierung aller für die Weiterführung und Umsetzung des Projekts notwendigen Arbeitsschritte zu übernehmen. Ende 1991 wurde die Nationale Plattform dann in den Verein DAB Plattform e. V. überführt. Als Aufgabe dieses Vereins wurden die wissenschaftliche Förderung von DAB, die Information der Vereinsmitglieder und der Öffentlichkeit sowie die Vorbereitung der Einführung des Systems ab 1995 festgelegt. Der Vorsitz lag wiederum bei Frank Müller-Römer.
Im Juni 1995 stimmten dann die 26 Mitglieder der DAB Plattform e. V. aus den Bereichen Industrie, Wissenschaft und Forschung, Rundfunk und Verwaltung einem Memorandum of Understanding (MoU) zur Einführung von DAB in Deutschland zu. Die Chefs der Staats- und Senatskanzleien der Bundesländer bestätigten die darin gemachten Aussagen. Bis zur ursprünglich geplanten Einführung von DAB im Jahr 1997 fanden in mehreren Bundesländern DAB-Pilotprojekte statt. Die DAB Plattform beendete 1998 ihre Tätigkeit.
Die weitere Entwicklung der Einführung von DAB in Deutschland ist im Wikipedia-Artikel Digital Audio Broadcasting in Deutschland ausführlich dargestellt.

## Frequenzen

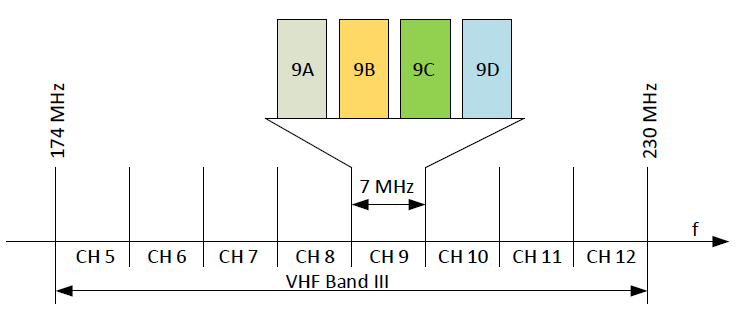
DAB-Frequenzbereich VHF-Band III

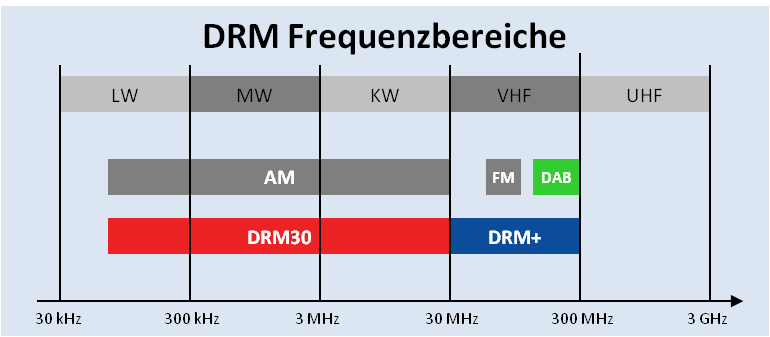
Frequenzbereich

Als Frequenzbereiche sind das VHF-Band I (47–68 MHz, aber keine Nutzung für Radio und Fernsehen mehr vorgesehen), das VHF-Band III (174–230 MHz), in einigen Ländern auch der „Kanal 13“ (230–240 MHz) sowie Teile des L-Bandes (um 1,47 GHz) für DAB eingeteilt. Das VHF-Band III wird in Deutschland für digitales Radio freigehalten; noch in diesem Frequenzband liegende Fernsehsender sollen in den UHF-Bereich verlagert werden. Die Frequenzen im L-Band eignen sich auf Grund der geringen technischen Reichweite nur zur lokalen DAB-Versorgung.
Für Digital Audio Broadcasting in Deutschland werden derzeit die folgenden Frequenzbereiche zur Übertragung verwendet:
- im VHF-Band III (174–230 MHz) die ehemaligen Fernsehkanäle 5 bis 12
- im 1,5-GHz-Band (1452–1492 MHz) „L-Band“, das sogenannte Lokalband. Der Begriff leitet sich vom Radar-Frequenzbereich „L“ ab (1 bis 2 GHz) und ist keine offizielle Bezeichnung. Es ist eine direkte Sichtverbindung zum Sender nötig, was die Reichweite gering hält. Das L-Band wurde kaum für T-DAB genutzt und deswegen im Frühjahr 2015 im Rahmen der Digitalen Dividende II als E-UTRA Band 32 an die LTE-Mobilfunkanbieter Telekom Deutschland und Vodafone vergeben.[19]

Die T-DAB-Frequenzen sind in Blöcke unterteilt. Das VHF-Band III enthält beispielsweise die Blöcke 5A bis 12D.
Das Band III findet überwiegend Verwendung für die überregional ausgestrahlten Ensembles, während das L-Band, aufgrund höherer Kosten, bei DAB zur Ausstrahlung lokaler Ensembles genutzt wurde. Inzwischen wurden aber laufend L-Band-Netze in Band-III-Netze „umgewandelt“. Eine sehr langfristige Nutzung des L-Bandes für DAB war nie gesetzlich garantiert.
Da die Frequenzen im L-Band aufgrund der hohen Frequenz eine höhere Sendeleistung für eine gleichwertige Ausstrahlung im VHF-Band erforderten, wurde DAB im L-Band mit Sendeleistungen von bis zu 4 kW ausgestrahlt.
Ab dem 30. Mai 2006 wurde im Band III und im L-Band in einigen Ballungsräumen versuchsweise DMB ausgestrahlt, die Tests wurden aber spätestens Mitte 2011 eingestellt.

## Marktsituation und konkurrierende Systeme

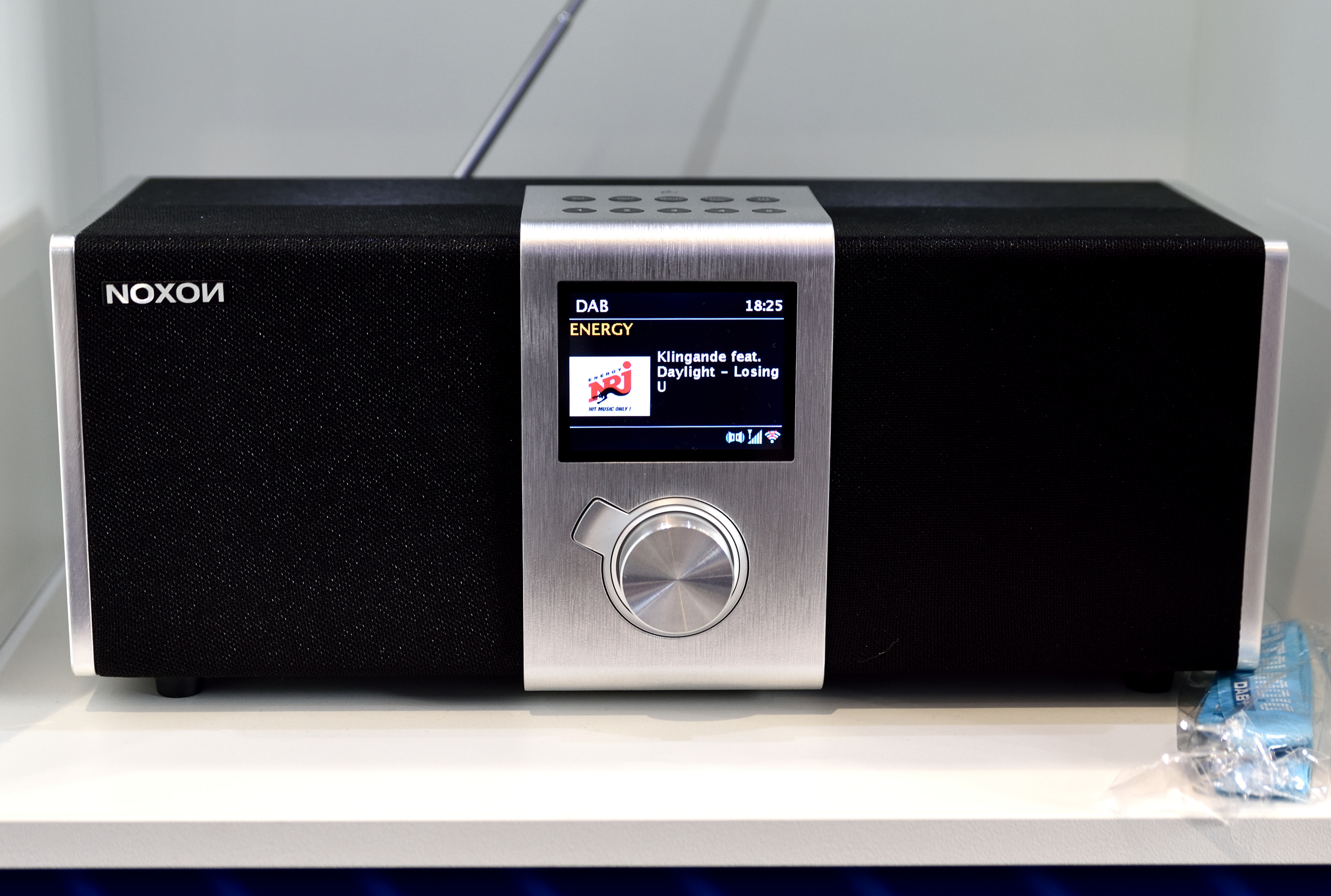
DAB-III-Empfangsgerät Noxon Nova

Von 2004 an stand für interessierte Verbraucher eine größere Auswahl an DAB-Empfangsgeräten zur Verfügung, womit ein Hemmnis aus den Anfangsjahren aus dem Weg geräumt wurde. Im Vergleich zu UKW-Empfängern war die Auswahl jedoch immer noch bescheiden. Für 2007 nannte die Universität Bonn eine Zahl von 546.000 DAB-Empfängern in deutschen Haushalten.
Inzwischen sind fast nur noch Empfänger für DAB+ im Handel erhältlich. Viele Hersteller haben ihre Modelle mit neuen mehrnormfähigen Chips ausgerüstet. Die Schweiz geht davon aus, dass mit der Migration der Sender von DAB auf DAB+ auch die Autogeräteindustrie nachziehen wird und ein ausreichendes Angebot von Autoradioempfängern auch für DAB+ ab 2012 anbieten wird. Auch hier ist es aus wirtschaftlichen Erwägungen heraus kaum möglich, mit DAB allein den UKW-Hörfunk vollständig abzulösen.
Nach der Entscheidung der Kommission zur Ermittlung des Finanzbedarfs der Rundfunkanstalten (KEF), DAB-Ausstrahlung nicht weiter zu fördern, wurde in Deutschland Radio über DVB-T als Alternative zu DAB diskutiert. Zur versuchsweisen Ausstrahlung von 14 Radiosendern über DVB-T im Raum Berlin kamen zwei Radiosender in Leipzig. Ein in Hamburg und Schleswig-Holstein geplantes geteiltes DVB-T-Bouquet mit bis zu 16 Radioprogrammen kam wegen einer zu geringen Bewerberzahl nicht zustande. In Berlin ist das Radioangebot auf DVB-T mittlerweile wieder gekürzt worden. Auch sind keine mobilen Empfänger, insbesondere Autoradios auf dem Markt. Der Hauptkritikpunkt bei DVB-T-Radio ist die Inkompatibilität zur europäischen Entwicklung und die mangelhafte Mobilität. Ab etwa 120 km/h wird DVB-T nach der aktuellen Spezifikation unbrauchbar.
Das System Digital Multimedia Broadcasting (DMB) wurde in Deutschland vom Markt nicht angenommen. In Österreich und in der Schweiz wurde es nie eingeführt. Jedoch verwendet Frankreich diesen Standard und die Geräteindustrie hat durch Mehrnormkompatibilität reagiert.
Auch über Satellit gab es eine Radioübertragungsnorm, die nach Jahren wegen zu geringer Verbreitung nicht mehr genutzt wurde.
DAB ist länderbezogen unterschiedlich erfolgreich. Eine gute Übersicht bezüglich des länderspezifischen Ausbaus befindet sich unter worlddab.org. Eine Übersicht über konkurrierende Standards, terrestrisch und über Satellit, findet sich unter Digitalradio, Abschnitt Tabellarische Übersicht. Die derzeitige Situation in Deutschland lässt den Schluss zu, dass künftig DAB+ als Standard ausgesucht wird und sich als alleinige Radioplattform etablieren wird. Damit wäre zu den europäischen Nachbarn ein gleicher Standard ausgewählt. DVB-T hat sich durch diverse fehlgeschlagene Ausschreibungen nicht als Ersatz für DAB+ gezeigt. Dadurch dürfte wohl DAB+ als „Sieger“ der Systeme hervorgegangen sein.
In Deutschland wurde auf die Ausstrahlung von Radiosendern über DVB-T2 HD zunächst verzichtet. Seit März 2021 werden im Sendegebiet des NDR dessen Hörfunkprogramme ausgestrahlt. Dies steigert die Attraktivität von DVB-T2 HD, schadet jedoch der Verbreitung von DAB+. Für den WDR und rbb sei dies aber keine Option.
Offiziell erklärtes Ziel der Europäischen Kommission war es, analoges Fernsehen und analogen Hörfunk einschließlich des UKW-Rundfunks bis zum Jahr 2012 (siehe Analogabschaltung) abzulösen. Dieses Ziel wurde nicht erreicht.

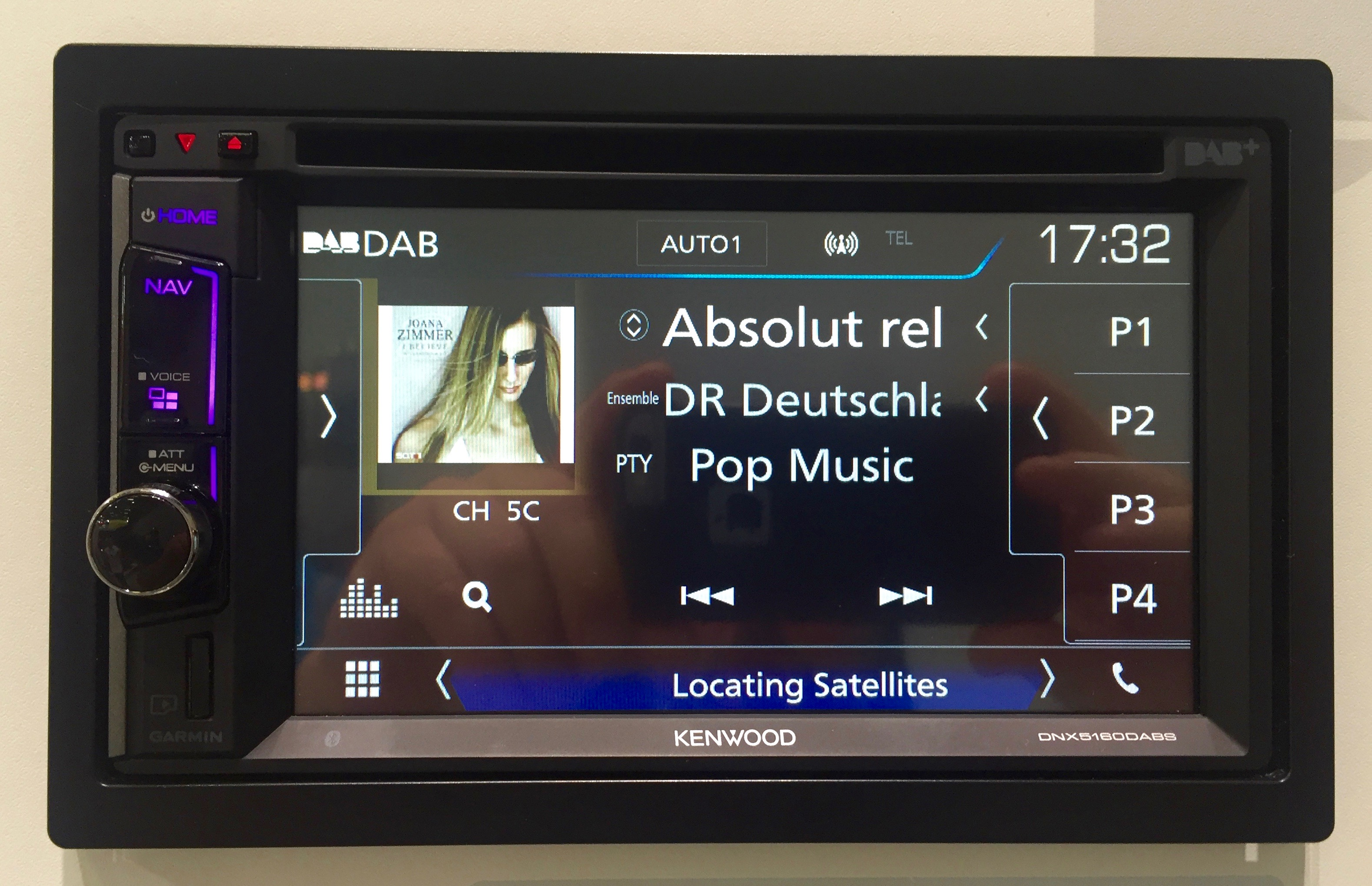
Ein Autoradio im DAB-Modus

Im Jahr 2013 betrug der Anteil der DAB-Radiogeräte in Deutschland 4,5 %. Das waren etwa 2,7 Millionen DAB-Geräte. Im Jahr 2014 gab es deutschlandweit etwa 5 Millionen DAB-Geräte. Insbesondere bei Autoradios gab es im Jahr 2014 eine Steigerung zum Vorjahr um 108 % auf 1,3 Millionen DAB-Geräte.

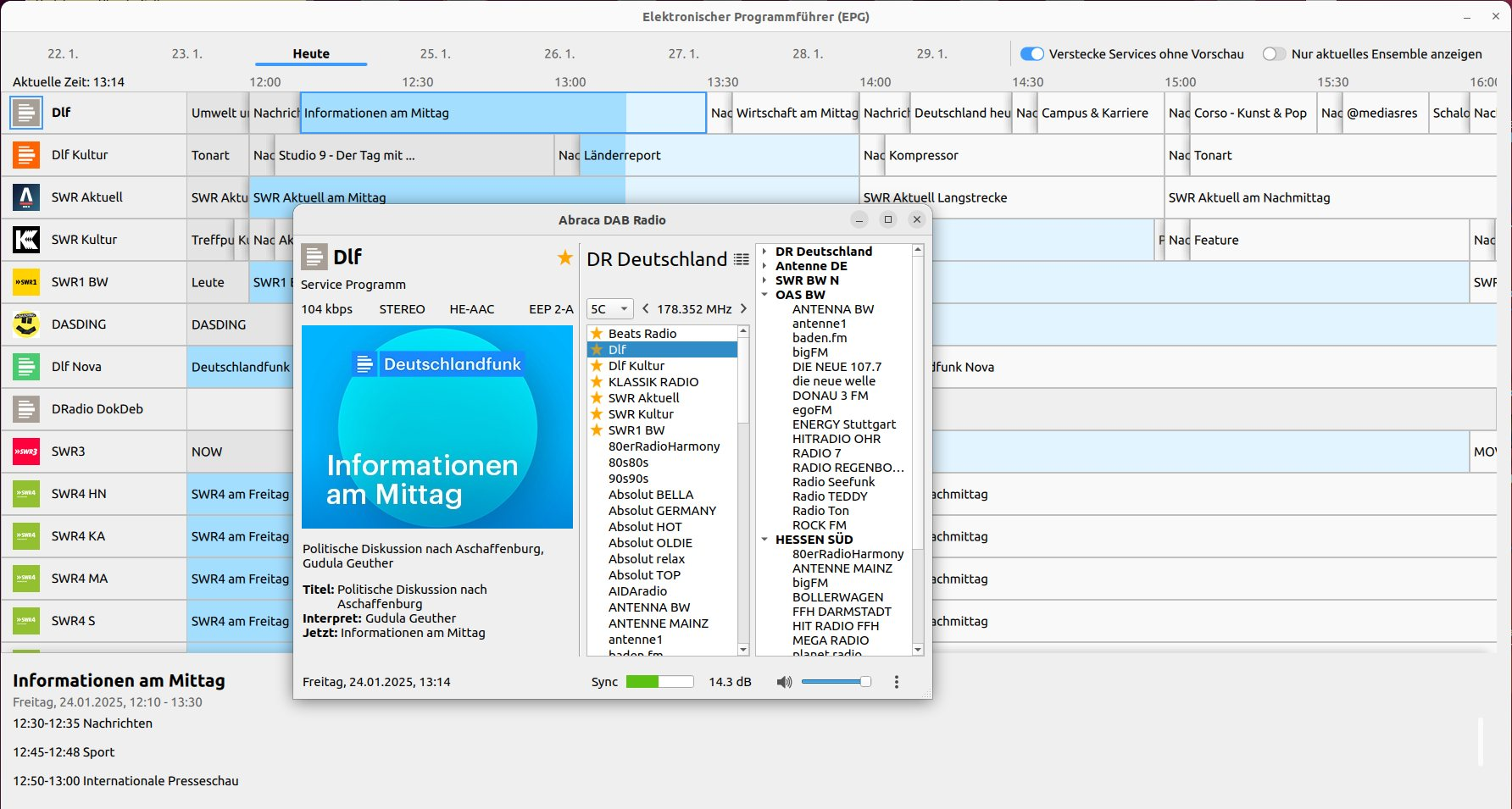
DAB-Software AbracaDABra unter Linux/Ubuntu. Im Hintergrund der EPG

Im Jahr 2014 empfingen 7,5 % der Haushalte in Deutschland Radio über DAB. Im Jahr 2015 empfangen 10 % der Haushalte in Deutschland Radio über DAB+, d. h. dass etwa 4 Millionen Haushalte in Deutschland 2015 DAB+ empfangen, etwa 1 Million mehr als 2014. 2015 gab es in Deutschland 6,4 Millionen DAB+-Radiogeräte. Etwa 2 Millionen davon sind Autoradiogeräte, was einer Wachstumsrate von etwa 49 % zum Vorjahr entspricht. 4,9 % aller Autoradios in Deutschland sind 2015 DAB+-Geräte. Knapp 6 Millionen Haushalte in der Bundesrepublik verfügten 2017 über mindestens ein DAB+-Radiogerät. Damit haben knapp 11 Millionen Menschen in Deutschland Zugang zum DAB+-Digitalradio. Der Anteil der Haushalte mit DAB+ stieg 2017 auf 15,1 % von 12,6 % 2016.
Im Jahr 2023 betrug der Anteil der Haushalte mit DAB+-Empfangsgeräten knapp 33 %. Für die zurückliegenden Jahre ergibt sich eine jährliche Wachstumsrate von 2 Prozentpunkten.

## Marktübersicht zwischen DAB und DAB+
Seit Ende 2011 wächst in Deutschland die Zahl der Programme, die per DAB+ ausgestrahlt werden. In der Schweiz gab es bereits zu dieser Zeit ein großes Angebot an DAB+-Sendern. Große Warenhäuser und Elektronikmärkte boten fast ausschließlich DAB+-Geräte an, auch der deutsche Markt zog mit der Migration von DAB auf DAB+ nach. Einfache Empfänger für DAB+ gibt es ab etwa 25 Euro. Das Angebot an Autoradios in DIN-Größen mit DAB+-Kompatibilität ist inzwischen breit gefächert und alle größeren Hersteller sind vertreten. Je nach Ausstattung sind die Preisspannen deutlich höher als bei UKW-Radioempfängern, bieten dann aber auch weitere Empfangsstandards wie z. B. Internet-Streaming. Aufgrund der geringeren Nachfrage gibt es noch nicht überall in Europa einen gut funktionierenden Wettbewerb.
Seit November 2011 erhältliche Geräte, die DAB+ empfangen können, sind abwärtskompatibel und können auch DAB-Sendungen nach dem herkömmlichen Verfahren (MPEG-1 Layer 2) empfangen. Die Zahl der alten DAB-Programme, die auf den MUSICAM-Codec aufsetzen, ist stark rückläufig. Es sind bereits einfache Geräte am Markt, die auf die Abwärtskompatibilität verzichten.
DAB-Geräte können in der Regel nicht durch Firmware-Update auf DAB+ aufgerüstet werden, da hierfür leistungsfähigere, für DAB+ geeignete Hardware (leistungsfähigerer Prozessor bzw. Dekoder, AAC+- statt MPEG-Audiocodec) erforderlich ist. Ausnahmen liegen im Bereich von SDR.
Für PCs gibt es DAB-Plus-Sticks, die über einen USB-Anschluss mit dem PC verbunden werden. Viele dieser Geräte, insbesondere solche mit dem Realtek-RTL2832U-Chipsatz, sind auch als DVB-T-Stick nutzbar.

## Technik
Das ausgesendete Signal ist digital und besteht im Wesentlichen aus einer Gruppe von OFDM-Symbolen (Orthogonales Frequenzmultiplexverfahren), die zu Datenrahmen („Frames“, vgl. Datenframe) zusammengefasst werden. Die eigentlichen Daten werden mittels differentieller QPSK moduliert, was in einer robusten Signalübertragung mit einer relativ geringen Datenrate resultiert.

### Datenrahmen
Die Dauer eines Frames ist abhängig vom gewählten Übertragungsmodus. Das erste Symbol eines Frames ist das Null-Symbol, dem folgen die datentragenden OFDM-Symbole, die alle die gleiche Dauer haben. Die Anzahl der Symbole und ihre Dauer ist mit dem verwendeten Übertragungsmodus gekoppelt. Die exakten Zeiteinheiten ergeben sich aus dem Basistakt von 2,048 MHz, der dem System zu Grunde liegt.
Die ersten beiden Symbole werden als Synchronisationskanal bezeichnet. Während der Abstrahlung des Null-Symbols wird die ausgestrahlte Signalstärke sehr stark reduziert. Im Zeitbereich (Sichtbarmachung z. B. mit einem Oszilloskop) ergibt sich damit eine deutlich sichtbare, regelmäßige Signalunterbrechung. Mit einer sehr einfachen Auswertungsschaltung kann diese Lücke erkannt und der grobe Anfang eines Frames bestimmt werden. Häufig wird das Null-Symbol zusätzlich zur Signalisierung der im Betrieb befindlichen Sender eines Gleichwellennetzes genutzt (Transmitter Identification Information signal). Hierbei werden einzelne Träger des Null-Symbols moduliert. Aus dem Abstand der modulierten Träger, kann dann auf die Identifikationsnummern der Sender geschlossen werden. Zusammen mit optionalen Informationen aus den Nutzdaten könnten die physischen Senderstandorte bestimmt werden und aus den gemessenen Signallaufzeiten ließe sich die Position des Empfängers bestimmen.
Jedes nachfolgende Symbol besteht aus einer Nutzlänge und einem vorangestellten Schutzintervall, welches eine Kopie von knapp einem Viertel des Endes der Nutzlänge enthält. Bei Reflexionen oder bei Verwendung von mehreren Sendern im Gleichwellennetz entstehen Verformungen, welche im stationären Betrieb nur auf das zeitlich unterschiedliche Eintreffen der ansonsten bei der Abstrahlung identischen Signale zurückzuführen sind. Das Schutzintervall erlaubt die nahezu verlustfreie Kompensation dieser Signalverformungen.
Das zweite Symbol enthält die Referenzinformation, dessen Inhalt im Standard festgelegt ist. Abweichungen zwischen dem empfangenen und idealen Signalverlauf beschreiben die Verformung des Signals im verwendeten Frequenzbereich. Durch den Vergleich von zwei aufeinander folgenden Referenz-Symbolen kann auch die Verformung im Zeitbereich bestimmt werden. Die Verformung im Frequenzbereich resultiert aus Reflexionen und der möglichen Verwendung von mehreren Sendern im Gleichwellennetz, die im Zeitbereich vor allem durch die Verwendung des Empfängers in Bewegung.
Die an den Synchronisationskanal anschließenden Symbole enthalten zunächst die Daten des Fast Information Channel und daran folgend die eigentlichen Nutzdaten. In den Daten des Fast Information Channel sind u. a. die Namen der ausgestrahlten Programme enthalten.

### Signalaufbau und Abstrahlung
Die Verknüpfung der zu übertragenden Daten zu den einzelnen Trägerinformationen ist relativ komplex. Um eine gleichmäßigere Verteilung der Bitwerte 0 und 1 zu erreichen, wird der Bitstrom mit einer Pseudozufallsfolge verknüpft, wodurch hohe Spitzenwerte im Ausgang des Senders vermieden werden. Das Ergebnis der Verknüpfung wird dann sowohl im Frequenzbereich (Träger) als auch im Zeitbereich (Symbole) verwürfelt. Abschließend wird auch noch die gewählte Trägermodulation nicht als absolute Information, sondern als Differenz zum vorigen Träger verwendet. Diese Maßnahmen führen zusammen mit der verwendeten Fehlerkorrektur zu einer starken Immunität gegen typische Signalstörungen wie Blitze, die einzelne Symbole unlesbar machen, als auch Einzelfrequenzstörungen, die eng beieinanderliegende Träger dauerhaft überlagern können. Das so erzeugte Basisbandsignal wird nun noch auf die Zielfrequenz transponiert. Als letzte Maßnahme kommt häufig noch eine polarisierte Abstrahlung des Sendesignals zum Einsatz. Hierdurch können senkrecht zur Abstrahlebene stehende Fremdsignale durch geeignete Antennen deutlich abgeschwächt werden.
Das gesamte Verfahren ist im Vergleich zur analogen, frequenzmodulierten Ausstrahlung deutlich robuster gegenüber dem ungewollten Mehrwegempfang. Dadurch ist es auch möglich, weite Flächen mit nur einer Frequenz abzudecken (Gleichwellennetz). Somit ist die Frequenzökonomie, also der Verbrauch von Spektrum je Programm bei DAB meist deutlich besser als beim herkömmlichen UKW-Rundfunk.

### Übertragungsmodi
Für die Übertragung existieren vier Übertragungsmodi, welche sich in diversen Eigenschaften unterscheiden. In Deutschland wird zumeist der Modus I verwendet. Die nachfolgende Tabelle gibt die Systemparameter der vier Übertragungsmodi von DAB wieder.
| Parameter                                                          | Übertragungsmodus1) 2) 3)         | Übertragungsmodus1) 2) 3)         | Übertragungsmodus1) 2) 3)         | Übertragungsmodus1) 2) 3)         |
| Parameter                                                          | I                                 | IV                                | II                                | III                               |
| ------------------------------------------------------------------ | --------------------------------- | --------------------------------- | --------------------------------- | --------------------------------- |
| Maximale Senderentfernung4)                                        | 74 km (≈ 96 km)                   | 37 km (≈ 42 km)                   | 18 km (≈ 20 km)                   | 09 km (≈ 9 km)                    |
| OFDM-Symbole pro Frame (N) (ohne Null-Symbol)                      | 76                                | 76                                | 76                                | 153                               |
| Genutzte Trägeranzahl                                              | 1536                              | 768                               | 384                               | 192                               |
| Dauer eines Taktes                                                 | exakt 1⁄2,048 MHz (≈ 0,488 28 µs) | exakt 1⁄2,048 MHz (≈ 0,488 28 µs) | exakt 1⁄2,048 MHz (≈ 0,488 28 µs) | exakt 1⁄2,048 MHz (≈ 0,488 28 µs) |
| Dauer eines Frames, in Takten und (µs) TFrame = Tn + N · (Tu + Tg) | 196608 ≈ (96000)                  | 98304 ≈ (48000)                   | 49152 ≈ (24000)                   | 49152 ≈ (24000)                   |
| Dauer Null-Symbol (Tn)                                             | 2656 0(≈ 1297)                    | 1328 00(≈ 648)                    | 664 00(≈ 324)                     | 345 00(≈ 168)                     |
| Dauer OFDM-Symbole                                                 | 2552 0(≈ 1246)                    | 1276 00(≈ 623)                    | 638 00(≈ 312)                     | 319 00(≈ 156)                     |
| Nutzdauer des OFDM-Symbols (Tu)                                    | 2048 ≈0 (1000)                    | 1024 ≈00 (500)                    | 512 ≈00 (250)                     | 256 ≈00 (125)                     |
| Dauer des Guard Intervalls (Tg)                                    | 504 00(≈ 246)                     | 252 00(≈ 123)                     | 126 000(≈ 62)                     | 63 000(≈ 31)                      |
| Bandbreite                                                         | 1,536 MHz5)                       | 1,536 MHz5)                       | 1,536 MHz5)                       | 1,536 MHz5)                       |
| Nettodatenrate                                                     | 2,304 Mbit/s                      | 2,304 Mbit/s                      | 2,304 Mbit/s                      | 2,304 Mbit/s                      |

1) DAB weist vier länderspezifische Übertragungsmodi (I, II, III und IV) auf. Für eine weltweite Nutzung eines Empfängers muss dieser alle Modi unterstützen.
2) Die Auswahl des Übertragungsmodus ist abhängig von den Betriebsbedingungen.
3) In der Veröffentlichung ETSI EN 300 401 V2.1.1 vom Januar 2017 sind die Modi II, III und IV verschwunden.
4) Maximaler Unterschied der Entfernung zu Sendern, die einen Empfänger mit vergleichbarer Feldstärke erreichen können (maximal praktikabler Abstand zwischen Sendern)
5) max. 3 Kanäle in einem 6-MHz-TV-Kanal-Block, max. 4 Kanäle in einem 7-MHz-TV-Kanal-Block, max. 5 Kanäle in einem 8-MHz-TV-Kanal-Block
| Modus | Band                 | Frequenzen | terr.                                 | lokal                       | Kabel                       | Sat.                        | Betriebsbedingungen           |
| ----- | -------------------- | ---------- | ------------------------------------- | --------------------------- | --------------------------- | --------------------------- | ----------------------------- |
| I     | I, II, III           | 0< 240 MHz | Grünes Häkchensymbol für ja           | ()                          | –                           | –                           | Einsatz in Gleichwellennetzen |
| IV    | I, II, III, IV, V, L | < 1500 MHz | Grünes Häkchensymbol für ja           | Grünes Häkchensymbol für ja | –                           | ()                          |                               |
| II    | I, II, III, IV, V, L | < 1500 MHz | ()                                    | Grünes Häkchensymbol für ja | –                           | ()                          |                               |
| III   |                      | < 3000 MHz | Rotes X oder Kreuzchensymbol für nein | Grünes Häkchensymbol für ja | Grünes Häkchensymbol für ja | Grünes Häkchensymbol für ja | Übertragungen in Kabelnetzen  |

### Audio-Kodierungsverfahren
Der Empfang von Sendern, die eine Codierung nach HE-AAC v2 verwenden, ist nur mit DAB-Empfängern möglich, die zusätzlich mit einem entsprechenden Decoder ausgestattet sind.
Um die Empfänger, die zusätzlich zum MUSICAM auch HE-AAC v2 decodieren können, voneinander zu unterscheiden, wurde von WorldDMB die Bezeichnung „DAB+“ eingeführt. Dabei handelt es sich jedoch um einen reinen Marketingnamen, der nicht Bestandteil des Standards ist.

#### DAB
Die Audiodaten der Programme werden bei DAB zunächst mittels MUSICAM (MPEG-1 Audio Layer 2 alias MP2) mit Datenraten von 32 bis 256 kbit/s codiert. Die vor der Umstellung der meisten Sender auf DAB+ oft verwendete Bitrate von 160 kbit/s (häufig verwendeter Standard) liegt zwar um den Faktor 8,8 unter der einer Audio-CD, soll aber eine ihr nahe kommende Qualität erreichen (vgl. verlustbehaftete Audiodatenkompression).
Für die DAB-Übertragung werden mehrere Audiodatenströme zusammen mit ebenfalls möglichen reinen Datendiensten zu einem Ensemble mit hoher Datenrate zusammengeführt. Der so entstandene Multiplex wird wie oben beschrieben moduliert und ausgestrahlt.
Ein Nachteil gegenüber dem analogen UKW-Empfang ist der höhere Energieverbrauch der DAB-Empfänger, erkennbar vor allem an der geringen Batterielaufzeit portabler DAB-Geräte. Das gilt nach ersten Erfahrungen für alle DAB+-Empfänger.

#### DAB+
Um den Qualitätsanspruch auch mit niedrigen Bitraten erfüllen zu können, reichte WorldDMB das Verfahren HE-AAC v2 als ergänzendes Codierungsverfahren für DAB zur Standardisierung ein. Dabei wird ein zusätzlicher Fehlerschutz (Reed-Solomon-Code) hinzugefügt. DAB+ benutzt damit zwar den gleichen Audiocodec und einen ähnlichen Fehlerschutz wie DMB, unterscheidet sich ansonsten jedoch technisch davon.
Ein Vergleich der notwendigen Datenraten von MUSICAM (DAB) und HE-AAC v2 (DAB+) ist weniger eine Frage der technischen Festlegung als des Anspruchs an die Audioqualität und der zu übertragenden Audioinhalte. Vor der Einführung von DAB+ hat sich bei der Nutzung von MUSICAM in Deutschland eine Netto-Datenrate von 160 kbit/s etabliert, wobei oft auch noch 128 kbit/s akzeptiert werden. Um ähnliche Qualität mit HE-AAC v2 zu erreichen, wird von etwa 80 kbit/s bzw. 72 kbit/s ausgegangen, wobei die Einschätzungen in der Praxis oft sehr variieren.
HE-AAC v2 ist sicherlich dazu geeignet, auch bei relativ niedrigen Bitraten noch eine akzeptable, aber nicht mehr unbedingt artefaktfreie Audioübertragung zu ermöglichen. DAB+ wurde mit 80 kbit/s eingeführt und kann damit etwa doppelt so viele Audioprogramme in einem Ensemble übertragen wie das herkömmliche DAB-Übertragungsverfahren; praktisch bedeutet das für DAB+ etwa 12 bis 18 Audioprogramme pro DAB-Ensemble.
Umfangreiche praktische Erfahrungen sind in Testensembles gemacht worden. Dabei erreichte DAB+ eine höhere Akzeptanz. Positiv war bei den Tests zu vermerken, dass auch bei sehr niedrigem Pegel des Empfangssignals das daraus erzeugte Audiosignal nicht gestört wurde. Bei zu geringer Feldstärke bzw. Empfangsqualität bricht der Empfang ziemlich abrupt komplett ab, anders als bei:
- UKW (Rauscheinbruch unterhalb von 8…12 dB CNR)
- DAB („Blubbern“ durch Bitfehler unterhalb von 7…9 dB CNR).

Belgien beschloss, den Verkauf von analogen Radioempfängern ohne DAB+ ab dem 1. Januar 2023 einzustellen, da das Land fast flächendeckende Versorgung mit DAB+ erreicht hat. Im Oktober 2022 wurde die Vergabe des DAB+-Kanals 8A, ein Bouquet mit deutschsprachigen Programmen in Ostbelgien, gemeldet.

#### DAB Surround
DAB Surround ermöglicht Raumklang mit 5.1 oder 7.1 Kanälen. Dies wird durch die Kombination eines Mono- oder Stereosignals in MPEG-1 Audio Layer 2 (DAB) oder HE-AACv2 (DAB+) mit MPEG Surround erreicht. Geräte, die MPEG Surround nicht unterstützen, geben in diesem Fall lediglich das Mono-/Stereosignal wieder.

## Datendienste

Beispiel für die MOT SlideShow

Neben der reinen Audioübertragung sind folgende Datendienste und Typen in DAB bereits spezifiziert:

### MOT
MOT (Multimedia Object Transfer Protocol, ETSI-Standard EN 301 234) ist ein Protokoll, um in einem Broadcast-Verfahren beliebige Dateien an alle Empfänger zu übertragen. Im Gegensatz zu FTP und anderen IP-bezogenen Protokollen berücksichtigt MOT die Schwierigkeiten bei einer unidirektionalen Verbindung. Dateien werden als Segmente übertragen, die wiederholt werden können, so dass der Empfänger die vollständige Datei über die Zeit hinweg zusammensammeln kann (ähnlich wie bei Videotext). Spezielle Zusatzinformation (im MOT-Header) beschreiben das übertragene Objekt sowie weitere Attribute (Kompression, Anwendungstyp etc.). MOT ist die Basis für das Broadcast-Website-Verfahren (BWS), mit dem einen Empfänger ein ganzer HTML-Baum mit Startseiten und interaktiven Elementen übertragen werden kann. Weiterhin können Radiosender die MOT SlideShow (SLS) nutzen, um grafisch aufbereitete Zusatzinformationen an ihre Hörer zu übertragen. Die Verbreitung des Journaline-Datendienstes, der hierarchisch organisierte Textnachrichten bereitstellt, erfolgt ebenfalls via MOT.
MOT kann entweder programmbegleitend im Datenstrom eines Audiokanals übertragen werden (PAD, Programm Associated Data) oder als eigenständiger reiner Datendienst in einem Paketdatenkanal, manchmal N-PAD (nicht-programmbegleitende Daten) genannt. In beiden Fällen ist es Teil des Multiplex-Signals eines DAB-Ensembles.

### DLS
Bei DLS (Dynamic Label Segment) handelt es sich um die Übertragung von Radiotext-ähnlichen Informationen (Interpret etc.) in einem Audioprogramm als Programm begleitende Daten (PAD). Maximal können 128 Zeichen pro Nachricht übertragen werden.

### IP over DAB
IP over DAB (ETSI-Standard EN 101 735) ist die Übertragung von IP-Paketen über DAB; damit können IP-basierte Dienste (zum Beispiel Videostreams) auf den Empfänger übertragen werden. Ohne Rückkanal sind allerdings nur Broadcast/Multicast-Daten sinnvoll.

### TMC
TMC (Traffic Message Channel) ist die aus RDS übernommene Übertragung kodierter und stark komprimierter Verkehrsinformationen, die über ein Codebuch wieder in lesbaren Text bzw. Hilfestellungen für Navigationssysteme umgewandelt werden können.

### TPEG
Bei TPEG (Transport Protocol Experts Group) handelt es sich um multimodale Verkehrs- und Reiseinformationen.

### EWF
EWF (Emergency Warning Functionality) eignet sich für eine Alarmierung im Katastrophenfall, auch wenn sich der Empfänger im Standby-Betrieb befindet, durch Einschalten und Wechsel des Programms sowie Anzeige von Zusatzinformationen am Bildschirm. Seit 2016 befindet sich EWF in Deutschland im Pilotbetrieb, und es sind erste kommerzielle Geräte verfügbar.

### Weitere Dienste
Weitere Dienste sind problemlos in DAB zu übertragen, da sie über spezielle Verwaltungsinformationen im Multiplex signalisiert werden können.
Digital Multimedia Broadcasting (DMB) eröffnet die Möglichkeit eines schnellen Datenkanals, auf dem neben TMC-Daten (Traffic Message Channel) wesentlich größere Datenmengen mit einer um Faktor 100 höheren Geschwindigkeit übertragen werden können. Das ermöglicht nicht nur die Übertragung wesentlich detaillierter Meldungen, sondern zusätzlich auch innerstädtische Meldungen, welche aufgrund des hohen Datenvolumens und einer nach oben begrenzten Location-Liste über TMC nicht mehr übertragen werden können. TPEG befindet sich derzeit in der TISA (Traveller Information Services Association) in Spezifikation. Die TISA ist ein Zusammenschluss des TMC-Forums unter ERTICO in Brüssel und der TPEG-Group bei der EBU in Genf. Darüber hinaus gibt es noch in Deutschland die Arbeitsgruppe »mobile.info« unter Beteiligung von BMW, Daimler, VW-Audi, Bosch-Blaupunkt, FhG, GEWI, Navteq, Tele Atlas, T-Systems und VDO-Siemens. Diese Gruppe spezifiziert in Abstimmung mit der TISA ein besonders schlankes, auf die automobilen Belange zugeschnittenes TPEG Automotive, welches sich durch sehr geringe Verbreitungskosten bei hoher Effizienz auszeichnet.